# Manas-Bastanous
 Manas-Bastanous  là một xã thuộc tỉnh Gers trong vùng Occitanie tây nam nước Pháp. Xã này có độ cao trung bình 300 mét trên mực nước biển.